# 산본기정 (미야기현)
산본기정(三本木町)은 1895년부터 2006년까지 미야기현 북부 시다군에 속했던 정이다. 오사키 평야의 남쪽에 위치해, 현재는 오사키시의 일부가 되어 있다.

### 지리
미야기현 북부에 위치한 정이며 오사키 평야의 남쪽에 위치하고 마을의 중앙부를 흐르는 나루세강을 사이에 두고 북부가 평야이고 남부가 구릉지대로 되어 있었다.

## 역사
- 1889년 4월 1일 - 정촌제 시행과 함께 12개촌을 합병해 새로운 시다군 산본기촌이 성립하였다.
- 1895년 10월 31일 - 정으로 승격하였다.
- 2006년 3월 31일 - 마쓰야마정, 가시마다이정, 이와데야마정, 나루코정, 다지리정, 우치카와시와 합병해 오사키시가 되었다.

## 경제

### 산업
- 농업이 중심이지만 적극적인 기업 유치를 전개하고 있다.

## 철도
- 정내쪽에 도호쿠 신칸센이 통과하고 있지만, 역은 없다.

### 도로
- 도호쿠 자동차도 산본기PA
- 국도 4호선

## 출신유명인
- 니카이도 토쿠요 (일본여자체육대학 창시자)